# Дикусаров Володимир Григорович
Володи́мир Григо́рович Дикуса́ров (23 листопада 1927, місто Луганськ — 27 листопада 2005?) — український радянський партійний діяч. Член ЦК КПУ в 1976—1990 р. Депутат Верховної Ради УРСР 7—8-го скликань. Депутат Верховної Ради СРСР 9—11-го скликань. Народний депутат СРСР у 1989—1991 р.

## Біографія
З 1943 року працював різноробом на шахтах Ворошиловградської області. У 1945—1947 роках — завідувач зооветеринарного пункту у Ворошиловградській області. У 1947—1948 роках — завідувач зооветеринарної дільниці у Закарпатській області.
У 1948—1951 роках — 2-й секретар Воловського окружного комітету ЛКСМУ Закарпатської області.
Член ВКП(б) з 1949 року.
Закінчив Львівський зооветеринарний інститут і Вищу партійну школу при ЦК КПРС (заочно).
У 1951—1954 роках — інструктор відділу Закарпатського обласного комітету КПУ.
У 1954—1961 роках — секретар, 2-й секретар Тячівського районного комітету КПУ Закарпатської області.
У 1961—1962 роках — 1-й секретар Мукачівського районного комітету КПУ Закарпатської області. У 1962—1963 роках — секретар партійного комітету Мукачівського виробничого колгоспно-радгоспного управління. У 1963—1966 роках — 1-й секретар Мукачівського районного комітету КПУ Закарпатської області.
У січні 1966 — червні 1972 року — 2-й секретар Закарпатського обласного комітету КПУ.
13 червня 1972 — 8 січня 1985 року — 1-й секретар Чернівецького обласного комітету КПУ.
4 січня 1985 — 9 лютого 1990 року — 1-й секретар Хмельницького обласного комітету КПУ.
З лютого 1990 року — на пенсії в місті Києві.
Помер 27 листопада 2005 року, похований у місті Чернівцях на Алеї почесних поховань.

## Нагороди
- два ордени Леніна (24.12.1976, 21.11.1987)
- орден Жовтневої Революції (8.12.1973)
- орден Трудового Червоного Прапора (27.08.1971)
- два ордени «Знак Пошани» (26.02.1958; 22.03.1966)
- медали